# Prosoplus marianarum
Prosoplus marianarum là một loài bọ cánh cứng trong họ Cerambycidae.